# Zombie Attack
Zombie Attack - debiutancki album studyjny niemieckiego zespołu thrash metalowego Tankard. Wydawnictwo ukazało się w lipcu 1986 roku nakładem wytwórni muzycznej Noise Records. Nagrania zostały zarejestrowane w Musiclab Studio w Berlinie w czerwcu 1986 roku. Album został ponownie wydany w 2005 w zestawie z albumem Chemical Invasion.

## Lista utworów
Opracowano na podstawie materiału źródłowego.
Strona A
1. "Zombie Attack" - 3:51
2. "Acid Death" - 4:16
3. "Mercenary" - 3:27
4. "Maniac Forces" - 5:09
5. "Alcohol" - 2:09

Strona B
1. "(Empty) Tankard" - 4:46
2. "Thrash 'Till Death" - 2:32
3. "Chains" - 3:38
4. "Poison" - 4:00
5. "Screamin' Victims" - 3:03

## Twórcy
Opracowano na podstawie materiału źródłowego.
| - Andreas "Gerre" Geremia - śpiew, słowa - Frank Thorwarth - gitara basowa, muzyka (utwory 1,10) - Axel Katzmann - gitara, muzyka (utwory 2-9) - Andy Bulgaropulos - gitara - Oliver Werner - perkusja | - Harris Johns - produkcja - James Warhola - okładka - Fred Baumgart - zdjęcia - Buffo Schnädelbach - zdjęcia |